# 宮前るい
宮前 るい（みやまえ るい、1983年5月19日 - ）は、元女優で元タレント。埼玉県出身。血液型はA型。
以前はディスカバリー・エンターテインメントに所属していた。

## 来歴
- 集英社『ヤングジャンプ』の『制コレ2001』でグランプリを獲得。
- 2001年4月、テレビ東京の『出動!ミニスカポリス』の8代目リーダーとして抜擢され、以後BSジャパンの『出動!ミニスカポリス・全国版』まで引き継いで活躍した。
- 2002年テレビ東京の『爆NEW』から生まれた西崎彩とのユニットamicaとしてCDリリースした（日本コロムビア）。
- 2003年光文社の『フラッシュEX』で表紙＆巻頭グラビアに登場し、主にグラビアで活躍していたが2007年4月、自身のブログにて結婚を発表し、芸能界を引退。
- 以降は芸能活動は行っていないが2010年からブログを開設。日常をアップしている。

## 番組出演

### テレビ東京
- 出動!ミニスカポリス
- 爆NEW

### BSジャパン
- 出動!ミニスカポリス・全国版

### MONDO21（CS）
- グラビアの美少女
- 有言実行!MONDO GIRLS（2003〜04年MONDO GIRLSのメンバー）
- 衛星中立放送パンドレッタプラス
- 月刊イジューイン

### 文化放送
- SUPER START QR

### パチテレ!(CS)
- 和泉純のパチンコ最強伝説

## CM出演
- 永谷園 お茶漬け
- 森永製菓 チョコボール